# Leptostraca
Ordre
Les Leptostraca sont un ordre de crustacés. 

## Liste des familles
Selon World Register of Marine Species (14 avril 2016) :
- famille Nebaliidae Samouelle, 1819
- famille Nebaliopsididae Hessler, 1984
- famille Paranebaliidae Walker-Smith & Poore, 2001
- famille Rhabdouraeidae Schram & Malzahn, 1984 †